# Tivadar Monostori
Tivadar Monostori (ur. 24 sierpnia 1936 w Felsőgalli, zm. 18 marca 2014) – węgierski piłkarz grający na pozycji napastnika. W swojej karierze rozegrał 9 meczów w reprezentacji Węgier i strzelił w nich 4 gole.

## Kariera klubowa
Karierę piłkarską Monostori rozpoczął w klubie Tokodi Bányász. W 1954 roku przeszedł do Dorogi Bányász. W sezonie 1954/1955 zadebiutował w nim w pierwszej lidze węgierskiej. W sezonie 1958/1959 z 15 golami został królem strzelców ligi. W 1968 roku odszedł z Dorogi do Tatabányai Bányász, gdzie grał do końca swojej kariery, czyli do 1971 roku.

## Kariera reprezentacyjna
W reprezentacji Węgier Monostori zadebiutował 20 kwietnia 1958 roku w wygranym 2:0 towarzyskim spotkaniu z Jugosławią. W 1958 roku był w kadrze Węgier na mistrzostwa świata 1958, jednak nie rozegrał na nich żadnego meczu. W 1962 roku rozegrał jeden mecz na mistrzostwach świata w Chile, z Argentyną (0:0). Od 1958 do 1963 roku rozegrał w kadrze narodowej 9 meczów i strzelił w nich 4 gole.
| Mecze i gole w reprezentacji | Mecze i gole w reprezentacji | Mecze i gole w reprezentacji | Mecze i gole w reprezentacji | Mecze i gole w reprezentacji | Mecze i gole w reprezentacji | Mecze i gole w reprezentacji |
| #                            | Data                         | Stadion                      | Rywal                        | Wynik                        | Gol                          | Rozgrywki                    |
| 1958                         | 1958                         | 1958                         | 1958                         | 1958                         | 1958                         | 1958                         |
| ---------------------------- | ---------------------------- | ---------------------------- | ---------------------------- | ---------------------------- | ---------------------------- | ---------------------------- |
| 1.                           | 20.04.1958                   | Budapeszt, Węgry             | Jugosławia                   | 2:0                          | 0                            | towarzyski                   |
| 1960                         |                              |                              |                              |                              |                              |                              |
| 2.                           | 13.11.1960                   | Budapeszt, Węgry             | Polska                       | 4:1                          | 2                            | towarzyski                   |
| 3.                           | 20.11.1960                   | Budapeszt, Węgry             | Austria                      | 2:0                          | 0                            | towarzyski                   |
| 1961                         |                              |                              |                              |                              |                              |                              |
| 4.                           | 08.10.1961                   | Wiedeń, Austria              | Austria                      | 1:2                          | 0                            | towarzyski                   |
| 5.                           | 22.10.1961                   | Budapeszt, Węgry             | Holandia                     | 3:3                          | 1                            | el. MŚ 1962                  |
| 1962                         |                              |                              |                              |                              |                              |                              |
| 6.                           | 06.06.1962                   | Rancagua, Chile              | Argentyna                    | 0:0                          | 0                            | MŚ 1962                      |
| 7.                           | 02.09.1962                   | Poznań, Polska               | Polska                       | 2:1                          | 0                            | towarzyski                   |
| 1963                         |                              |                              |                              |                              |                              |                              |
| 8.                           | 05.05.1963                   | Sztokholm, Szwecja           | Szwecja                      | 1:2                          | 0                            | towarzyski                   |
| 9.                           | 19.05.1963                   | Budapeszt, Węgry             | Dania                        | 6:0                          | 1                            | towarzyski                   |

## Kariera trenerska
Po zakończeniu kariery piłkarskiej Monostori został trenerem. Prowadził takie kluby jak: Dorogi Bányász, Tatabányai Bányász, ÉGSZÖV MEDOSZ, Oroszlányi Bányász i Kaposvári Rákóczi. W latach 1983–1984 był selekcjonerem reprezentacji Zjednoczonych Emiratów Arabskich.